# Ricardo Feller
Ricardo Feller (Aarau, 1º giugno 2000) è un pilota automobilistico svizzero, campione del ADAC GT Masters nel 2021, vincitore della GT World Challenge Europe Sprint Cup 2023 e della 24 Ore del Nürburgring 2024.

## Carriera

### Gli inizi
Feller inizia a correre in kart nel 2011, gareggiando nella Bridgestone Cup in Svizzera. L'anno successivo conquista il secondo posto (classe Supermini) nel Campionato Svizzero. All'età di 15 anni nel 2016 esordisce in monoposto correndo nella Formula 4 ADAC. La carriera in monoposto per Feller è molto breve, dopo aver corso anche nel Campionato italiano di Formula 4 passa nel 2017 alle corse GT.

### Primi anni in GT
Nel 2017 Feller passa alle corse con le auto sportive, gareggiando nell'ADAC GT Masters con il team dell'Audi Sport. Lo svizzero diventa cosi il più giovane pilota nella storia della serie. L'anno seguente esordisce con il Belgian Audi Club Team WRT nella GT World Challenge Europe dove conquista la sua prima vittoria in GT al Nürburgring. Nel 2019 Feller debutta nella 24 Ore di Daytona guidando per Land Motorsport.
Il 2021 è un anno di svolta, conquista tre vittorie nella ADAC GT Masters diventando campione nella categoria. Inoltre con Alex Fontana e Rolf Ineichen vince la Coppa d'argento della GT World Challenge Europe Endurance Cup.
Nel 2023, oltre prende parte alla GT World Challenge Europe con il team Tresor Orange1 insieme a Mattia Drudi. Il duo ottiene la vittoria nella seconda corsa a Brands Hatch. L'ecquipaggio dei due piloti Audi riesce a vincere la Sprint Cup del GTWCE.

### DTM
Nel 2022 viene ingaggiato dal team Abt Sportsline per correre la sua prima stagione DTM con la Audi R8 LMS Evo. Come compagni di guida trova Kelvin van der Linde e il tre volte campione della serie René Rast. Nella seconda gara di Imola conquista la sua prima pole e la sua prima vittoria nel DTM.
Viene confermato dal team Abt per la stagione 2023 insieme a Kelvin van der Linde. Il pilota svizzero si dimostra molto costante e ottiene la vittoria nella prima corsa di Zandvoort. L'anno seguente rimane legato al team Abt al quale si unisce il supporto della Red Bull.

### Formula E
Nel aprile del 2024 Feller prende parte ai Rookie test di Berlino con il team ABT Cupra.

## Risultati

### Riassunto carriera
| Stagione | Serie                                                | Team                          | Gare | Vittorie | Pole | Gpv | Podio | Punti | Pos. |
| -------- | ---------------------------------------------------- | ----------------------------- | ---- | -------- | ---- | --- | ----- | ----- | ---- |
| 2016     | Formula 4 ADAC                                       | ADAC Berlin-Brandenburg       | 15   | 0        | 0    | 0   | 0     | 0     | 39°  |
| 2016     | Formula 4 italiana                                   | Kfzteile24 Mücke Motorsport   | 3    | 0        | 0    | 0   | 0     | 0     | 45°  |
| 2017     | ADAC GT Masters                                      | Audi Sport Racing Academy     | 14   | 0        | 0    | 0   | 0     | 0     | NC   |
| 2018     | Blancpain GT Series Sprint Cup – Silver Cup          | Belgian Audi Club Team WRT    | 6    | 1        | 0    | 0   | 2     | 47    | 6°   |
| 2018     | ADAC GT Masters                                      | BWT Mücke Motorsport          | 14   | 0        | 0    | 1   | 0     | 45    | 13°  |
| 2019     | ADAC GT Masters                                      | Montaplast by Land-Motorsport | 14   | 1        | 0    | 0   | 3     | 117   | 5°   |
| 2019     | IMSA – GTD                                           | Montaplast by Land-Motorsport | 4    | 0        | 0    | 0   | 1     | 92    | 28°  |
| 2019     | Blancpain GT Series Endurance Cup – Overall          | Montaplast by Land-Motorsport | 1    | 0        | 0    | 0   | 0     | 0     | NC   |
| 2019     | Intercontinental GT Challenge                        | Montaplast by Land-Motorsport | 1    | 0        | 0    | 0   | 0     | 0     | NC   |
| 2020     | GT World Challenge Europe Sprint Cup – Silver Cup    | Emil Frey Racing              | 3    | 1        | 1    | 3   | 3     | 43.5  | 8°   |
| 2020     | ADAC GT Masters                                      | BWT Mücke Motorsport          | 13   | 0        | 0    | 0   | 0     | 32    | 25°  |
| 2020     | GT World Challenge Europe Endurance Cup – Overall    | Emil Frey Racing              | 4    | 0        | 0    | 0   | 0     | 0     | NC   |
| 2020     | Intercontinental GT Challenge                        | Emil Frey Racing              | 1    | 0        | 0    | 0   | 0     | 0     | NC   |
| 2021     | GT World Challenge Europe Endurance Cup – Silver Cup | Emil Frey Racing              | 5    | 2        | 2    | 2   | 3     | 91    | 1°   |
| 2021     | ADAC GT Masters                                      | Montaplast by Land-Motorsport | 14   | 3        | 3    | 4   | 6     | 199   | 1°   |
| 2021     | GT World Challenge Europe Sprint Cup – Silver Cup    | Emil Frey Racing              | 8    | 2        | 2    | 5   | 3     | 75    | 5°   |
| 2021     | Intercontinental GT Challenge                        | Emil Frey Racing              | 1    | 0        | 0    | 0   | 0     | 0*    | NC   |
| 2022     | DTM                                                  | Team Abt Sportsline           | 16   | 1        | 1    | 0   | 2     | 63    | 15°  |
| 2022     | ADAC GT Masters                                      | Montaplast by Land Motorsport | 9    | 1        | 0    | 1   | 2     | 96    | 15°  |
| 2023     | DTM                                                  | Team Abt Sportsline           | 16   | 1        | 2    | 2   | 3     | 179   | 3°   |
| 2023     | GT World Challenge Europe Sprint Cup                 | Tresor Orange1                | 10   | 4        | 1    | 1   | 7     | 109.5 | 1°   |
| 2023     | GT World Challenge Europe                            | Tresor Orange1                | 5    | 0        | 0    | 0   | 1     | 47    | 5°   |

* Stagione in corso.

### IMSA
(legenda) (Le gare in grassetto indicano la pole position) (Le gare in corsivo indicano Gpv)
| Anno | Team                          | Classe | Auto            | Motore         | 1      | 2     | 3   | 4   | 5     | 6   | 7   | 8   | 9   | 10  | 11    | Punti | Pos. |
| ---- | ----------------------------- | ------ | --------------- | -------------- | ------ | ----- | --- | --- | ----- | --- | --- | --- | --- | --- | ----- | ----- | ---- |
| 2019 | Montaplast by Land-Motorsport | GTD    | Audi R8 LMS Evo | Audi 5.2 L V10 | DAY 22 | SEB 4 | MDO | DET | WGL 8 | MOS | LIM | ELK | VIR | LGA | PET 2 | 92    | 28°  |

### DTM
(legenda) (Le gare in grassetto indicano la pole position) (Le gare in corsivo indicano Gpv)
| Anno | Team                | Vettura                     | 1   | 2   | 3   | 4   | 5   | 6   | 7   | 8   | 9   | 10  | 11  | 12  | 13  | 14  | 15  | 16  | Punti | Pos. |
| ---- | ------------------- | --------------------------- | --- | --- | --- | --- | --- | --- | --- | --- | --- | --- | --- | --- | --- | --- | --- | --- | ----- | ---- |
| 2022 | Abt Sportsline      | Audi R8 LMS Evo             | POR | POR | LAU | LAU | IMO | IMO | NOR | NOR | NÜR | NÜR | SPA | SPA | RBR | RBR | HOC | HOC | 63    | 15º  |
| 2022 | Abt Sportsline      | Audi R8 LMS Evo             | 6   | 9   | Rit | 7   | Rit | 1   | 8   | Rit | 3   | Rit | 18  | 13  | 15  | 22  | Rit | 12  | 63    | 15º  |
| 2023 | Abt Sportsline      | Audi R8 LMS Evo             | OSC | OSC | ZAN | ZAN | NOR | NOR | NÜR | NÜR | LAU | LAU | SAC | SAC | RBR | RBR | HOC | HOC | 179   | 3º   |
| 2023 | Abt Sportsline      | Audi R8 LMS Evo             | 4   | 7   | 15  | 1   | 8   | 14  | 43  | 6   | 7   | 2   | 4   | 6   | 3   | 15  | 4   | 9   | 179   | 3º   |
| 2024 | Red Bull – Team ABT | Lamborghini Huracán GT3 Evo | OSC | OSC | LAU | LAU | ZAN | ZAN | NOR | NOR | NÜR | NÜR | SAC | SAC | RBR | RBR | HOC | HOC | 100*  |      |
| 2024 | Red Bull – Team ABT | Lamborghini Huracán GT3 Evo | 3   | 9   | 53  | 32  | 8   | 11  | 13  | 12  | 9   | 82  | Rit | Rit | 10  | 12  |     |     | 100*  |      |

* Stagione in corso.

### GT World Challenge Europe

#### Endurance Cup
| Anno    | Squadra                  | Vettura                     | Classe | IMO | NUR | SPA | PAU |     | Punti | Pos. |
| ------- | ------------------------ | --------------------------- | ------ | --- | --- | --- | --- | --- | ----- | ---- |
| 2020    | Emil Frey Racing         | Lamborghini Huracán GT3 Evo | Pro    | 11  | Rit | 16  | 11  |     | 0     | NC   |
| Anno    | Squadra                  | Vettura                     | Classe | MON | PAU | SPA | NUR | BAR | Punti | Pos. |
| 2021    | Emil Frey Racing         | Lamborghini Huracán GT3 Evo | Silver | 1   | 2   | 12  | 1   | 4   | 91    | 1º   |
| Anno    | Squadra                  | Vettura                     | Classe | IMO | PAU | SPA | HOC | BAR | Punti | Pos. |
| 2022    | Audi Sport Team Attempto | Audi R8 LMS Evo II          | Pro    |     |     | 12  |     |     | 0     | NC   |
| 2022    | Team WRT                 | Audi R8 LMS Evo II          | Pro    |     |     |     |     | 4   | 0     | NC   |
| Anno    | Squadra                  | Vettura                     | Classe | MON | PAU | SPA | NUR | BAR | Punti | Pos. |
| 2023    | Tresor Orange1           | Audi R8 LMS Evo II          | Pro    | 5   | Rit | 7   | 3   | Rit | 47    | 5º   |
| Anno    | Squadra                  | Vettura                     | Classe | PAU | SPA | NUR | MON | JED | Punti | Pos. |
| 2024    | Tresor Attempto Racing   | Audi R8 LMS Evo II          | Pro    | 4   | 12  | 4   | 4   | 6   | 60    | 3º   |
| Legenda |                          |                             |        |     |     |     |     |     |       |      |

*Stagione in corso.

#### Sprint Cup
| Anno    | Squadra                | Vettura                     | Classe | ZOL | ZOL | BRA | BRA | MIS | MIS | HUN | HUN | NUR | NUR | Punti | Pos. |
| ------- | ---------------------- | --------------------------- | ------ | --- | --- | --- | --- | --- | --- | --- | --- | --- | --- | ----- | ---- |
| 2018    | Team WRT               | Audi R8 LMS                 | Silver |     |     |     |     | 4   | 4   | 5   | 3   | 1   | Rit | 47    | 6°   |
| Anno    | Squadra                | Vettura                     | Classe | MIS | MIS | MIS | MAG | MAG | ZAN | ZAN | BAR | BAR | BAR | Punti | Pos. |
| 2020    | Emil Frey Racing       | Lamborghini Huracán GT3 Evo | Silver |     |     |     |     |     |     |     | 1   | 3   | 1   | 43,5  | 8º   |
| Anno    | Squadra                | Vettura                     | Classe | BRA | BRA | MAG | MAG | ZAN | ZAN | MIS | MIS | VAL | VAL | Punti | Pos. |
| 2021    | Emil Frey Racing       | Lamborghini Huracán GT3 Evo | Silver |     |     | 1   | 1   | 2   | 4   | 6   | 4   | 6   | 4   | 75    | 5º   |
| Anno    | Squadra                | Vettura                     | Classe | BRA | BRA | MIS | MIS | HOC | HOC | VAL | VAL | ZAN | ZAN | Punti | Pos. |
| 2023    | Tresor Orange1         | Audi R8 LMS Evo II          | Pro    | 2   | 1   | 10  | Rit | 1   | 4   | 3   | 2   | 1   | 1   | 109,5 | 1º   |
| Anno    | Squadra                | Vettura                     | Classe | BRA | BRA | MIS | MIS | HOC | HOC | MAG | MAG | BAR | BAR | Punti | Pos. |
| 2024    | Tresor Attempto Racing | Audi R8 LMS Evo II          | Pro    | 10  | 4   | Rit | 26  |     |     |     |     |     |     | 15*   |      |
| Legenda |                        |                             |        |     |     |     |     |     |     |     |     |     |     |       |      |

*Stagione in corso.